# Payogasta

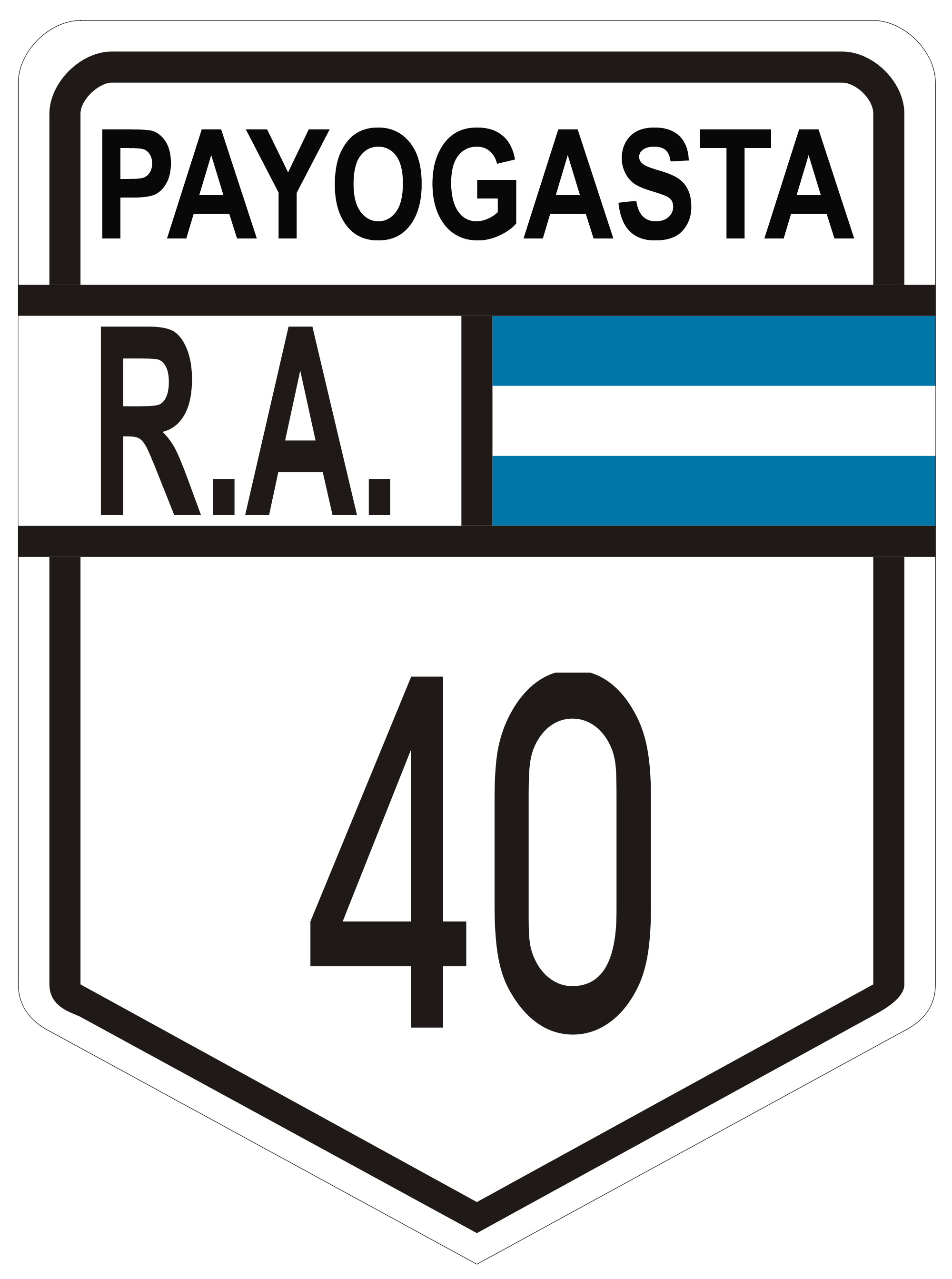
Payogasta forma parte del circuito turístico de la Ruta nacional 40.

Payogasta es una localidad del departamento Cachi, provincia de Salta, Argentina.
Se encuentra en el km 4.520 de la Ruta Nacional 40, a 15 km al norte de Cachi.

## Población
Contaba con 404 habitantes (Indec, 2001), lo que representa un leve descenso del 0,7% frente a los 407 habitantes (Indec, 1991) del censo anterior.

## Defensa Civil

### Sismicidad
La sismicidad del área de Salta es frecuente y de intensidad baja, y un silencio sísmico de terremotos medios a graves cada 40 años.
- Sismo de 1930: aunque dicha actividad geológica catastrófica, ocurre desde épocas prehistóricas, el terremoto del 24 de diciembre de 1930 (94 años),[2] señaló un hito importante dentro de la historia de eventos sísmicos jujeños, con 6,4 Richter. Pero nada cambió extremando cuidados y/o restringiendo códigos de construcción.[1]
- Sismo de 1948: el 25 de agosto de 1948 (76 años) con 7,0 Richter, el cual destruyó edificaciones y abrió numerosas grietas en inmensas zonas[2][1]
- Sismo de 2010: el 27 de febrero de 2010 (15 años) con 6,1 Richter

## Personas destacadas
- Victorino de la Plaza (1840-1919) Presidente de la Nación Argentina período 9 de agosto de 1914 al 12 de octubre de 1916.
- Rafael Ruiz de los Llanos (1841-1910) Diputado Nacional por la provincia de Salta.